# 郑新
郑新（1925年5月—2021年2月6日），男，汉族，河南郏县人，中国中医肾病专家，重庆市中医院主任医师，第二届国医大师。2021年2月6日21时46分逝世，終年96歲。